# Lyric
Lyric er en sang af Zwan, og titlen på den anden single fra albummet Mary Star of the Sea fra 2003. Sangen er skrevet af Billy Corgan.
Singlen udkom 19. maj 2003 få uger inden bandet gik hver til sit. 

## B-sider
- Nobody 'cept You (live)
- Autumn Leaves (live)

Begge b-sider er coversange indspillet live ved nogle uofficielle solooptrædener i efteråret 2002 af Zwan-medlemmer. Nobody 'cept You er skrevet af Bob Dylan, og spillet på akustisk guitar af David Pajo. Autumn Leaves er en gammel amerikansk klassiker spillet på klaver af Billy Corgan.